# Lista monumentelor istorice din județul Argeș - Z

Simbol pentru monumentele istorice

Lista monumentelor istorice din județul Argeș - Z cuprinde monumentele istorice înscrise în Patrimoniul cultural național al României și aflate în localități ce încep cu litera Z din județul Argeș.
Lista completă este menținută și actualizată periodic de către Ministerul Culturii, Cultelor și Patrimoniului Național din România, prin intermediul Institutului Național al Patrimoniului, ultima versiune datând din 2015. Această listă cuprinde și actualizările ulterioare, realizate prin ordin al ministrului culturii.
| Cod LMI                         | Denumire                         | Localitate                    | Localizare                                                     | Datare, Creatori             | Imagine               | Erori             |
| ------------------------------- | -------------------------------- | ----------------------------- | -------------------------------------------------------------- | ---------------------------- | --------------------- | ----------------- |
| AG-I-s-B-13388 (RAN: 17600.01)  | Așezare tip tell                 | sat Ziduri; comuna Mozăceni   | „Măgura”, la cca. 500 m N de satul Ziduri 44.58639°N 25.1575°E | Eneolitic, Cultura Gumelnița | Încarcă foto \| video | Raportează eroare |
| AG-I-s-B-13389 (RAN: 17600.02)  | Ruinele bisericii de la „Ziduri” | sat Ziduri; comuna Mozăceni   | „Ziduri”, la N de sat                                          | sec. XVI, Epoca medievală    | Încarcă foto \| video | Raportează eroare |
| AG-II-m-B-13858                 | Biserica „Sf. Nicolae”           | sat Zărnești; comuna Mălureni | 12, vis-a-vis de școală                                        | 1910                         | Încarcă foto \| video | Raportează eroare |
| AG-IV-m-A-14025 (RAN: 17094.01) | Cruce de piatră                  | sat Zărnești; comuna Mălureni | „Plantație”, lângă siloz (nr. 106)                             | 1719                         | Încarcă foto \| video | Raportează eroare |